# Gallenkirch
Gallenkirch és una localitat i antic municipi del cantó d'Argòvia (Suïssa), situada al districte de Brugg. L'1 de gener del 2013 es fusionà amb Gallenkirch, Linn, Oberbözberg i Unterbözberg per crear el nou municipi de Bözberg.